# Olio di palma

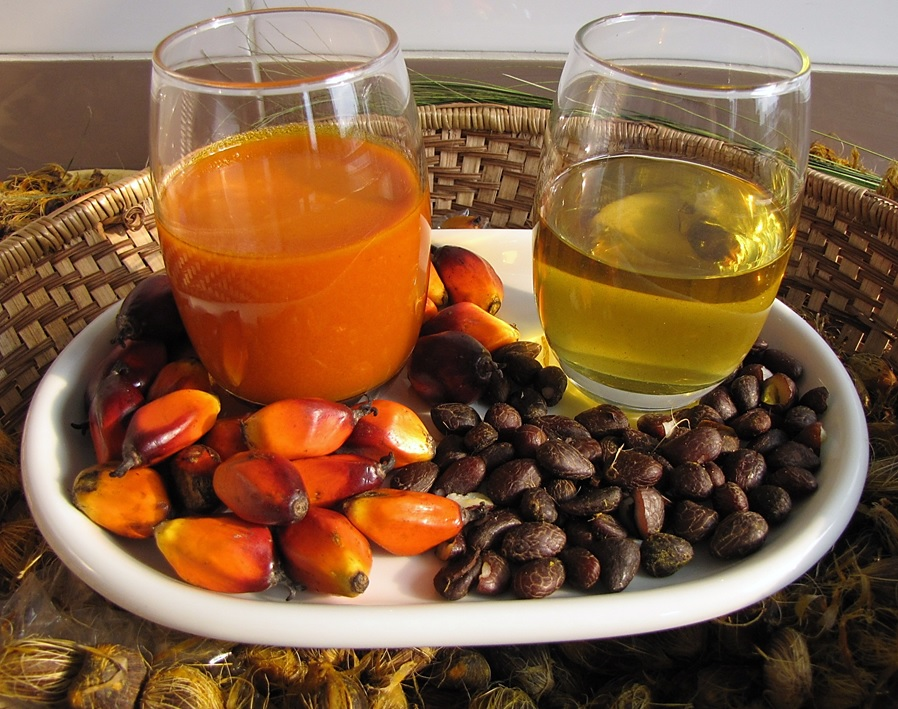
Oli di palma di diverso tipo

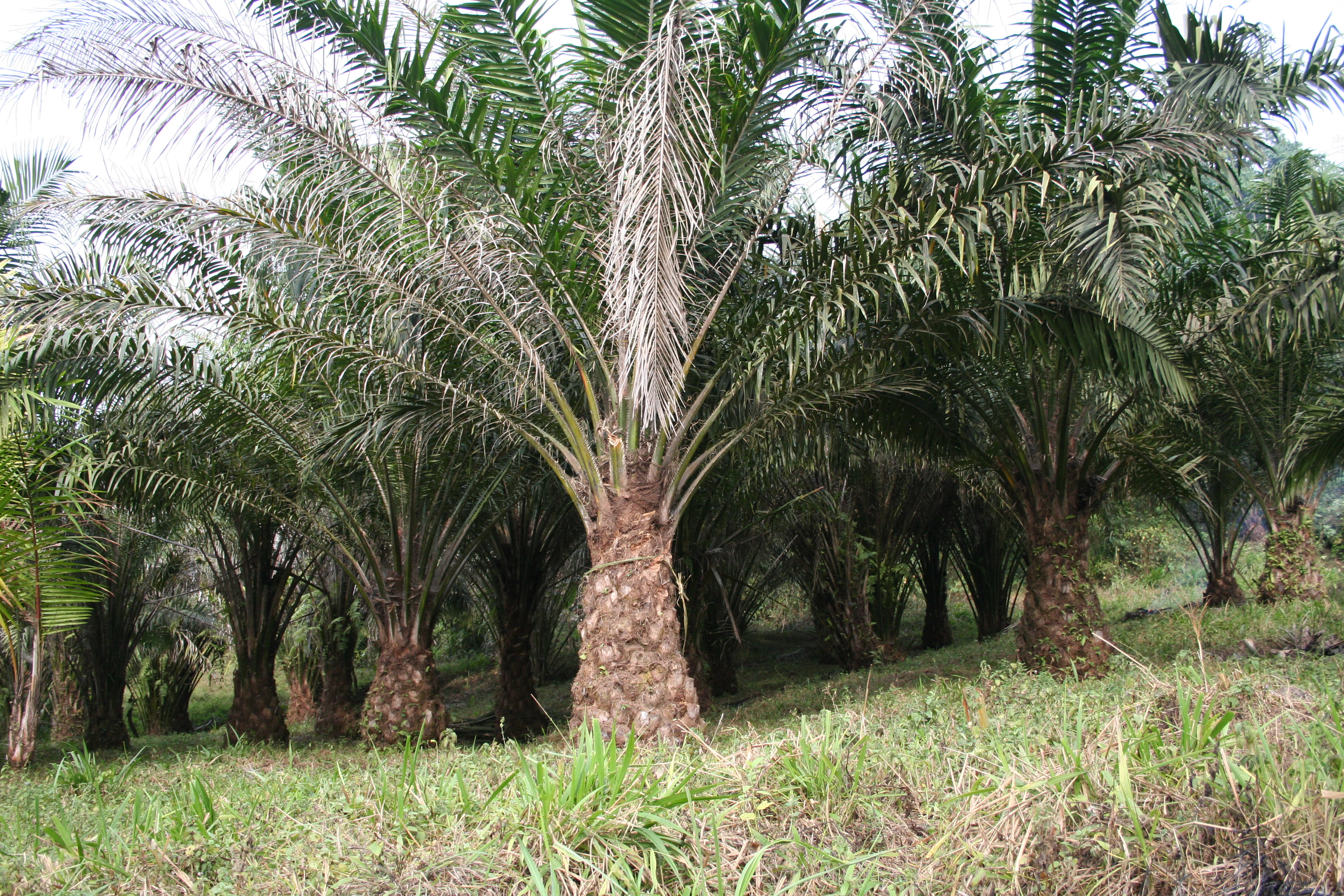
Palma da olio (Elaeis guineensis)

L'olio del frutto della palma e l'olio di semi di palma (quest'ultimo detto anche olio di palmisto) sono degli oli vegetali, prevalentemente costituiti da trigliceridi con alte concentrazioni di acidi grassi saturi, ricavati dalle palme da olio, principalmente Elaeis guineensis ma anche da Elaeis oleifera, Attalea maripa e Attaela speciosa.
L'uso dell'olio di palma è cresciuto nel corso della seconda metà del XX secolo, tanto da farlo divenire un ingrediente di uso diffuso dell'industria alimentare, nella quale è andato a sostituire, per il basso costo e per le sue caratteristiche, altri grassi di uso tradizionale nei continenti a clima temperato, quali Europa e Nord America. Costituenti spesso fondamentali di molti prodotti alimentari, gli oli di palma, insieme a farina e zuccheri semplici, possono essere uno dei tre ingredienti prevalenti in molte creme, dolci e prodotti da forno di produzione industriale nei paesi importatori del prodotto, mentre, in forma non raffinata, è un tradizionale ingrediente di uso domestico nei paesi dell'Africa occidentale subsahariana.
Sono materia prima nella formulazione di molti saponi, polveri detergenti, prodotti per la cura della persona; per questi utilizzi vengono spesso usati i saponi di sodio o potassio e gli esteri semplici dei suoi acidi grassi come il palmitato di isopropile. Hanno trovato un nuovo controverso uso come combustibile di fonte agroenergetica.
Dal frutto della palma da olio si ricavano olio di palma (ottenuto dal frutto) e olio di palmisto (estratto dai suoi semi): entrambi sono solidi o semi-solidi a temperatura ambiente, ma con un processo di frazionamento si possono separare in componente liquida (olio di palma bifrazionato, usato per la frittura) e solida.
Pur impegnando nel 2014 solo il 5,5% dei terreni coltivati per la produzione olearia mondiale, gli oli ricavati dalla palma rappresentano oltre il 32% della produzione mondiale di oli e grassi.
La fornitura e distribuzione annua su scala mondiale (secondo dati disponibili a febbraio 2016) si attesta su 66,22 milioni di tonnellate per l'olio di palma e 7,33 milioni di tonnellate per l'olio di palmisto.

## Storia
L'olio di palma è sempre stato molto usato nei paesi dell'Africa occidentale come olio alimentare. I mercanti europei che commerciavano in quei luoghi talvolta lo importavano in Europa, ma poiché l'olio era abbondante ed economico, l'olio di palma rimase raro fuori dall'Africa occidentale. Nella regione di Ashanti, schiavi di stato furono usati per impiantare vaste piantagioni di palme da olio, mentre nel vicino Dahomey (l'attuale Benin) re Ghezo, nel 1856, approvò una legge che vietava ai suoi sudditi di tagliare palme da olio.
La palma da olio fu introdotta nel 1848 dagli olandesi nell'isola di Giava, e nel 1910 in Malaysia dallo scozzese William Sime e dal banchiere inglese Henry Darby. Le prime piantagioni furono istituite e gestite soprattutto da britannici come Sime Darby. A partire dagli anni sessanta il governo promosse un grande piano di coltivazione della palma da olio con lo scopo di combattere la povertà. A ciascun colono venivano assegnati circa 4 ettari di terra da coltivare con palma da olio o gomma, e 20 anni per ripagare il debito.
Le grandi società di coltivazione rimasero quotate nella Borsa di Londra finché il governo malese non promosse la loro nazionalizzazione negli anni '60 e '70.
L'olio di palma in seguito divenne un prodotto molto commerciato dai mercanti britannici per il suo uso come lubrificante per le macchine della rivoluzione industriale, e come materia prima per prodotti a base di sapone come il Sunlight della Lever Brothers (a partire dal 1884) e il sapone statunitense Palmolive.
In Malesia, paese dove si produce il 39% della produzione mondiale di olio di palma, ha sede uno dei più importanti centri di ricerca sugli oli e grassi di palma al mondo, il Palm Oil Research Institute of Malaysia (Porim), fondato da B. C. Shekhar.

## Due differenti prodotti della palma

### Olio di palma (dalla polpa del frutto, senza semi, della pianta)

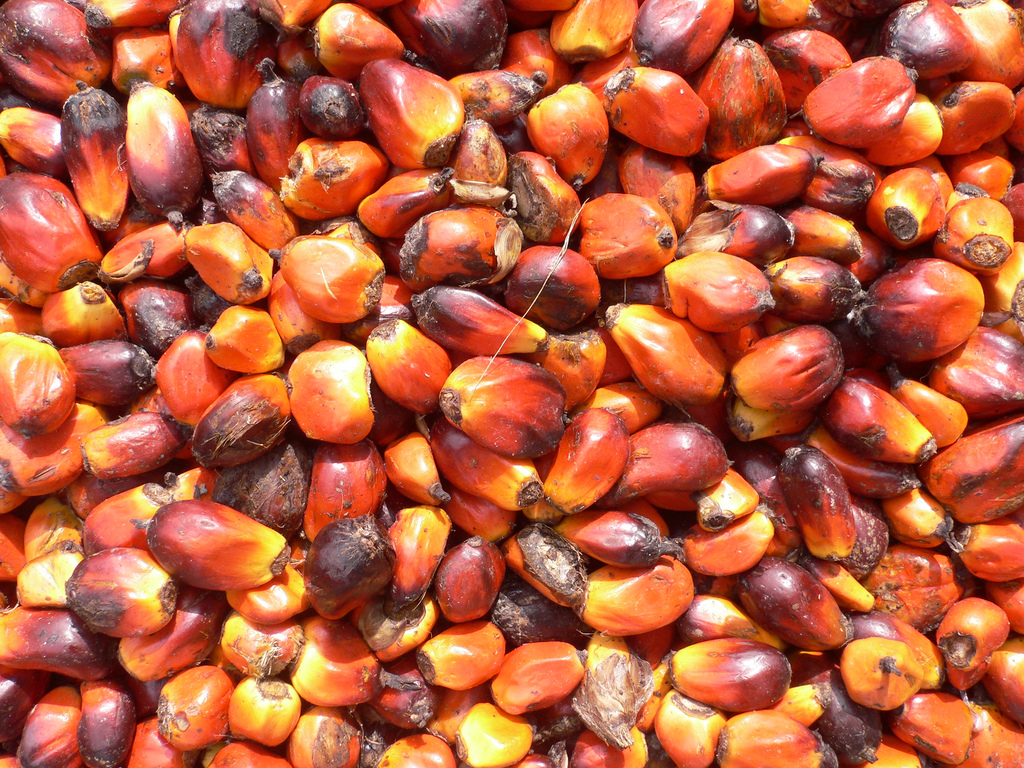
I frutti della palma

I frutti della palma, facilmente deperibili, dopo il raccolto vengono sterilizzati tramite il vapore, in seguito vengono snocciolati per separarli dalla polpa e cotti, premuti e filtrati.
L'olio che se ne ricava è di colore rossastro per via dell'alto contenuto di beta-carotene, solido a temperatura ambiente e ha un odore caratteristico; il sapore può essere dolciastro.
Dopo un ulteriore processo di raffinazione può assumere un colore bianco giallino.
È usato come olio alimentare, per farne margarina e come ingrediente di molti cibi lavorati, specie nell'industria alimentare ed è uno dei pochi oli vegetali con un contenuto relativamente alto di grassi saturi (come anche l'olio di cocco) e, quindi, semi-solido a temperatura ambiente.

### Olio di palmisto (dai semi del frutto, senza polpa, della pianta)
I semi, una volta separati dal frutto nella fase di produzione dell'olio di palma, vengono essiccati e macinati; quindi vengono premuti per ricavarne un blocco solido che contiene un'elevata percentuale di acido laurico, in modo analogo all'olio di cocco.
Il prodotto non raffinato ha un colore giallo-brunastro che dopo la raffinazione diventa bianco-giallastro: l'olio di palmisto fonde ad una temperatura di 26°-28 °C; da esso si ricavano dei grassi particolari utilizzati nell'industria dolciaria per le glasse, la canditura e le farciture a base di cacao.

## Produzione
| I maggiori produttori di olio di palma nel 2018 | I maggiori produttori di olio di palma nel 2018 |
| Paese                                           | Produzione (tonnellate)                         |
| ----------------------------------------------- | ----------------------------------------------- |
| Indonesia                                       | 40.567.230                                      |
| Malaysia                                        | 19.516.141                                      |
| Thailandia                                      | 2.776.800                                       |
| Colombia                                        | 1.645.846                                       |
| Nigeria                                         | 1.130.000                                       |
| Guatemala                                       | 875.000                                         |
| Honduras                                        | 653.000                                         |
| Papua Nuova Guinea                              | 648.000                                         |
| Ecuador                                         | 560.000                                         |
| Costa d'Avorio                                  | 450.000                                         |
| Brasile                                         | 361.931                                         |
| Ghana                                           | 312.530                                         |
| Camerun                                         | 300.000                                         |
| Costa Rica                                      | 250.194                                         |
| Perù                                            | 198.000                                         |

La palma da olio è la pianta olearia più efficiente, producendo più olio per più anni impegnando minor terreno. La produttività per ettaro all'anno è di circa 4,5 tonnellate di olio per ettaro, La palma produce frutti dal terzo anno dopo l'impianto in campo, e prosegue per circa 25 anni. Due tipi di olio si ottengono dal frutto della palma da olio: olio di palma dal mesocarpo e olio di palmisto dal nocciolo. I grappoli dei frutti sono raccolti regolarmente durante tutto l'anno, seguendo gli standard di raccolta stabiliti dalle piantagioni. Vengono poi trasportati ai frantoi di palma dove l'olio di palma e di palmisto sono estratti con processi di estrazione meccanica e fisica. La qualità e la resa dell'olio dipende da un'attenta raccolta dei frutti allo stadio ottimale di maturazione, dalla minima manipolazione dei frutti durante il trasporto e dalla lavorazione durante l'estrazione dell'olio.
L'olio di palma è il primo olio vegetale in quantità e valore prodotto a livello globale. La produzione dell'olio di palma ha superato quella dell'olio di soia nel 2006. È anche l'olio scambiato in quantità maggiore, rappresentando il 44% di tutte le esportazioni di olio e grassi. Questi volumi sono in continua crescita. Produzione e le esportazioni sono dominate dai paesi del sud est asiatico. Molti altri i paesi producono livelli inferiori di olio di palma (Tabella 1.9). L'olio di palma viene consumato in molti paesi e questo materiale è importante per soddisfare la rapida crescita richieste dei paesi in via di sviluppo con popolazione in aumento e aumento personale reddito. I principali importatori sono India, UE, Cina e Pakistan.
Produzione mondiale di olio di palma (t)Anno020.000.00040.000.00060.000.00080.000.000100.000.00019611974198720002013Produzione in tonnellate

## Composizione
In tutti gli oli vegetali la composizione può variare in funzione della coltivazione (pianta), delle condizioni ambientali (variabilità temporali), della raccolta, della lavorazione e del metodo di analisi.
Esistono diversi oli di palma e palmisto, con diversa distribuzione di acidi grassi, ottenuti e selezionabili artificialmente prevalentemente per frazionamento.
Di questi, i principali sono:
- PO: olio di palma, ottenuto dalla sola polpa del frutto (privato del nocciolo) della Elaeis guineensis[10],
- PKO: olio di palmisto, ottenuto dal solo nocciolo/seme contenuto nel frutto della Elaeis guineensis[10],
- POHO: oleina di palma, ottenuta dall'olio di palma (PO) con un frazionamento che ne alza il contenuto di acido oleico[10],
- PKHO: oleina di palmisto, ottenuta dall'olio di palmisto (PKO) con un frazionamento che ne alza il contenuto di acido oleico[10],
- PKHS: stearina di palmisto, ottenuta dall'olio di palmisto (PKO) con un frazionamento che ne alza il contenuto di acidi grassi saturi[10],
- POS: stearina di palma, ottenuta dall'olio di palma (PO) e chiamata stearina per il suo alto punto di fusione, nonostante sia composta per lo più da acido palmitico; è ricavata come resto del frazionamento con cui vengono prodotte le oleine e le superoleine di palma[10],
- PSO: superoleina di palma o olio di palma bifrazionato[10], ottenuta dall'olio di palma (PO) operando uno o più frazionamenti che ne portino il numero di iodio sopra a 60.

Legenda: concentrazioni tipiche in % w/w sul totale di acidi grassi, valori riportati nel Codex Alimentarius
| acido grasso        | n° atomi di C: n° doppi legami e ω | PO        | PKO       | POHO      | PKHO      | PKHS      | POS       | PSO       |
| ------------------- | ---------------------------------- | --------- | --------- | --------- | --------- | --------- | --------- | --------- |
| acido laurico       | 12:0                               | 0-0,5     | 45,0-55,0 | 0,1-0,5   | 39,7-47,0 | 52,0-59,7 | 0,1-0,5   | 0,1-0,5   |
| acido miristico     | 14:0                               | 0,5-2,0   | 14,0-18,0 | 0,5-1,5   | 11,5-15,5 | 20,0-25,0 | 1,0-2,0   | 0,5-1,5   |
| acido palmitico     | 16:0                               | 39,3-47,5 | 6,5-10,0  | 38,0-43,5 | 6,2-10,6  | 6,7-10,0  | 48,0-74,0 | 30,0-39,0 |
| acido palmitoleico  | 16:1ω7                             | 0-0,6     | 0-0,2     | 0-0,6     | 0-0,1     | 0         | 0-0,2     | 0-0,5     |
| acido margarico     | 17:0                               | 0-0,2     | 0         | 0-0,2     | 0         | 0         | 0-0,2     | 0-0,1     |
| acido eptadecenoico | 17:1ω8                             | 0         | 0         | 0-0,1     | 0         | 0         | 0-0,1     | 0         |
| acido stearico      | 18:0                               | 3,5- 6,0  | 1,0-3,0   | 3,5-,5,0  | 1,7-3,0   | 1,0-3,0   | 3,9-6,0   | 2,8-4,5   |
| acido oleico        | 18:1ω9                             | 36,0-44,0 | 12,0-19,0 | 39,8-46,0 | 14,4-24,6 | 4,1-8,0   | 15,5-36,0 | 43,0-47,5 |
| acido linoleico     | 18:2ω6                             | 9,0-12,0  | 1,0-3,5   | 10,0-13,5 | 2,4-4,3   | 0,5-1,5   | 3,0-10,0  | 10,5-1    |
| acido α-linolenico  | 18:3ω3                             | 0-0,5     | 0-0,2     | 0-0,6     | 0-0,3     | 0-0,1     | 0-0,5     | 0,2-1,0   |
| acido arachico      | 20:0                               | 0-1,0     | 0-0,2     | 0-0,6     | 0-0,5     | 0-0,5     | 0-1,0     | 0-0,4     |
| acido gadoleico     | 20:1ω9                             | 0-0,4     | 0-0,2     | 0-0,4     | 0-0,2     | 0-0,1     | 0-0,4     | 0-0,2     |
| acido beenico       | 22:0                               | 0-0,2     | 0-0,2     | 0-0,2     | 0         | 0         | 0-0,2     | 0-0,2     |
| Totale saturi       |                                    | ~55,6     | ~81,5     | ~46,8     | ~68,0     | ~89,3     | ~68,4     | ~39,8     |
| Totale insaturi     |                                    | ~44,4     | ~18,4     | ~53,2     | ~32,0     | ~10,7     | ~31,6     | ~60,2     |

La distribuzione di acidi grassi dell'olio di palmisto è relativamente simile a quella dell'olio di cocco, di cui però può esserne un surrogato, visto il minor costo.
La distribuzione di acidi grassi ed il punto di fusione della stearina di palmisto la rendono idonea come surrogato del burro di cacao.
L'olio di palma è una delle principali fonti naturali di carotenoidi e tocotrienolo, un membro della famiglia della vitamina E; contiene inoltre quantità elevate di vitamina K e magnesio.

### Chimica e lavorazione
L'olio di palma e l'olio di palmisto sono trigliceridi: acidi grassi esterificati con glicerolo. Entrambi contengono un'alta quantità di acidi grassi saturi, circa il 50 e 80% rispettivamente.
L'olio di palma dà il nome all'acido palmitico (acido grasso saturo con 16 atomi di carbonio), suo principale componente, ma contiene anche acido oleico monoinsaturo, mentre l'olio di palmisto contiene soprattutto acido laurico.
Da questi oli per l'industria chimica con processi di interesterificazione, idrolisi, saponificazione, possono essere prodotti acidi grassi ed alcoli grassi, con glicerolo come sottoprodotto.
Gli acidi grassi più richiesti sono acido laurico e miristico per l'industria dei tensioattivi.
Gli oli di palma e palmisto sono prodotti nei mulini e mediante raffinazione; prima si procede al frazionamento, con processi di cristallizzazione e separazione per ottenere stearina solida e oleina liquida; quindi con un'ulteriore raffinazione per liquefazione si rimuovono le impurità e si ottiene l'olio filtrato.
Quindi attraverso un processo di decolorazione (con argilla smectica, carbone attivo o silice) eventualmente preceduta da decerazione e neutralizzazione degli acidi grassi liberi, si toglie il colore, prevalentemente dovuto ai carotenoidi.
In un ulteriore processo con vapore sotto vuoto viene deodorato formando olio di palma sbiancato e deodorato (in inglese refined bleached deodorized palm oil o RBDPO). Le sostanze estratte per chemoassorbimento o stripping durante i processi di decolorazione e deodorazione (carotenoidi, tocoli, squalene ecc.) possono essere purificate e fornite all'industria alimentare, cosmetica e farmaceutica.
L'olio di palma sbiancato e deodorato è il prodotto oleoso di base che può essere venduto nel mercato globale delle materie prime, prevalentemente per la produzione di oli o grassi alimentari o di sapone.
Molte compagnie lo separano ulteriormente in oleina e stearina di palma, per adeguarne la viscosità e punto di fusione ai diversi utilizzi.
L'olio di palma e di palmisto possono essere utilizzati come ingredienti cosmetici; i loro nomi INCI più utilizzati sono rispettivamente: "ELAEIS GUINEENSIS OIL" ed "ELAEIS GUINEENSIS KERNEL OIL"; inoltre le frazioni ad alto punto di fusione, le stearine, possono chiamarsi: "ELAEIS GUINEENSIS BUTTER".
Nello sviluppo della cosmesi industriale l'olio di palma ed i suoi derivati hanno avuto un ruolo fondamentale per la produzione di saponi, tensioattivi ed emollienti.
Anche nel settore della Difesa l'olio di palma, per il suo basso costo, ha trovato un "particolare" impiego: il famoso fluido infiammabile denominato "Napalm" prende proprio il nome dalla contrazione dagli acidi naftenico e palmitico, suoi principali costituenti insieme a benzina (o benzolo) e polvere d'alluminio.

## Olio di palma combustibile
La palma è usata anche nella produzione di biodiesel, o come olio di palma poco raffinato miscelato con gasolio convenzionale, oppure lavorato mediante transesterificazione per produrre un estere di metile dell'olio di palma che rispetta le norme EN 14214, con glicerolo come sottoprodotto.
Il procedimento usato varia a seconda della nazione e delle esigenze dei mercati di esportazione. Si stanno anche sperimentando, anche se in piccole quantità, processi produttivi di biocarburante di seconda generazione.
Al fine di prevenire il rischio di deforestazione, a partire dal gennaio 2023, l'Unione europea ha vietato la coltivazione dell'olio di palma per produrre biocarburanti ed elettricità.

## Olio di palma e ambiente
Pur essendo in teoria una fonte di energia rinnovabile, il carburante da olio di palma è osteggiato da diverse associazioni ambientaliste (per esempio Greenpeace e Friends of the Earth) a causa degli effetti collaterali della sua produzione, che includono la necessità di convertire alla coltivazione di palme aree ecologicamente importanti come zone di foresta pluviale o aree precedentemente adibite alla produzione di altri alimenti. Inoltre, la monocoltura di palme da olio può produrre considerevoli emissioni di carbonio; in Indonesia e Papua Nuova Guinea, per esempio, il terreno per la coltivazione è stato preparato spesso drenando e dando alle fiamme aree di foresta palustre e torbiera, con un conseguente rilevante danno ambientale, ed è stato valutato che anche in seguito a questi fenomeni l'Indonesia sia diventata il terzo emettitore mondiale di gas serra; inoltre la deforestazione minaccia d'estinzione gli oranghi, diffusi solo in quelle aree. Secondo il rapporto congiunto della Banca Mondiale e del Governo britannico, il solo settore forestale indonesiano sarebbe responsabile del rilascio in atmosfera di 2,563 MtCO2e (Metric Tonne (ton) Carbon Dioxide Equivalent).
Secondo il Rapporto quinquennale FAO sulle foreste del 2007, la sola Indonesia perde un milione di ettari all'anno di foreste pluviali. La United States Environmental Protection Agency (EPA) ha escluso il biodiesel da olio di palma dai combustibili ecologici, proprio perché l'impronta carbonica derivante dalla sua produzione non permette la riduzione del 20% richiesta per le emissioni dei biocarburanti: l'olio di palma ha costi ambientali elevatissimi alla produzione.

Anche in Africa la palma da olio inizia ad espandersi nelle regioni forestali, minacciando importanti ecosistemi; questo è il caso per esempio della Costa d'Avorio, dell'Uganda e del Camerun.

## Olio di palma e salute
Gli oli di palma e di palmisto sono ingredienti alimentari molto comuni nelle regioni di produzione. In Europa e Nord America progressivamente dalla seconda metà del XX secolo, per motivi commerciali, si sono diffusi nell'industria alimentare come succedanei di altri ingredienti più costosi. La sostituzione è stata resa possibile da un analogo comportamento organolettico e produttivo.
In particolare, pur se comparabili ad altri grassi per alcuni parametri, come il grado di saturazione (analogo ad esempio al burro con circa il 50% di saturazione), sono differenti per altri, come la lunghezza delle catene degli acidi grassi (differente ad esempio dal burro, che è ricco di volatili a corta catena da cui il termine butirrico, C4), o la posizione sostituente sul glicerolo, parametri che ne modificano il percorso metabolico nell'uso alimentare. Gli acidi grassi a corta e media catena, solubili in acqua, si assorbono infatti a livello intestinale per proseguire nel fegato il processo metabolico, senza passare dalla fase di chilomicroni e dalle vie linfatiche dei grassi più pesanti..
Il grande uso dell'olio di palma nell'industria alimentare del resto del mondo si spiega quindi col suo basso costo, che lo rende uno degli oli vegetali o alimentari più economici sul mercato, e coi nuovi mercati emersi negli USA, stimolati da una ricerca di alternative agli acidi grassi trans dopo che la Food and Drug Administration ha imposto di mostrare la quantità di acidi grassi trans contenuti in ogni porzione servita.
Alcuni stati, come il Belgio, alla fine del 2013, hanno consigliato un uso limitato dell'olio di palma.
Con l'entrata in vigore del Regolamento UE 1169/2011, dal 2015 è obbligatorio indicare in chiaro, nelle etichette degli alimenti prodotti nell'Unione europea, la specifica origine di oli e grassi vegetali e, di conseguenza, l'utilizzo anche dell'olio di palma.
Il consumo di olio di palma rosso avrebbe maggiori benefici per la salute dell'olio di palma raffinato (incolore), in quanto la raffinazione senza decolorazione preserverebbe molte sostanze benefiche che esso contiene:
- carotenoidi in particolare beta-carotene che donano il caratteristico colore rosso arancio all'olio non sbiancato;
- co-enzima Q10 (ubiquinone);
- squalene;
- vitamina E.

Di queste, le più significative sono i carotenoidi, presenti anche allo 0,08% negli oli di palma rosso rubino. Di questi oltre l'80% sono α e β carotene, quindi possono svolgere una attività provitaminica verso la vitamina A.
Molte ricerche hanno riscontrato come l'assunzione alimentare di olio di palma rosso possa contrastare la carenza di vitamina A.
L'olio di palma viene applicato, tra l'altro, sulle ferite per facilitarne la guarigione, grazie alle caratteristiche dell'olio; inoltre, si ritiene che l'olio di palma non raffinato, come anche l'olio di cocco, possa avere effetti antimicrobici, ma le ricerche non lo confermano in modo chiaro.

### Effetti su colesterolemia, ipertrigliceridemia e fattori di rischio cardiovascolare, genotossico e cancerogeno
Il CSPI (Center for Science in the Public Interest), citando ricerche e meta-analisi, afferma che l'olio di palma aumenta i fattori di rischio cardiovascolare.
Da molti anni è stato accertato che i principali acidi grassi che alzano il livello di colesterolo, aumentando i rischi di coronaropatia, sono gli acidi grassi saturi con 12 atomi di carbonio (acido laurico), 14 atomi di carbonio (acido miristico) e 16 atomi di carbonio (acido palmitico).
Ricerche statunitensi ed europee confermano lo studio dell'OMS; in particolare, l'associazione non-profit statunitense American Heart Association elenca l'olio di palma fra i grassi saturi dei quali consiglia di limitare l'uso a coloro che devono ridurre il livello di colesterolo.
In risposta allo studio dell'OMS, il Comitato di promozione dell'olio di palma malese (Malaysian Palm Oil Promotion Council) ha sostenuto che non ci sono prove scientifiche sufficienti per elaborare linee guida globali sul consumo di olio di palma e ha citato uno studio cinese che, avendo comparato lardo, olio di palma, olio di soia e olio di arachidi, i primi due con un alto contenuto di grassi saturi, generalmente considerati poco salutari, sostiene che l'olio di palma aumenti il livello di colesterolo "buono" (HDL) riducendo il colesterolo "cattivo" (LDL) e che l'olio di palma sia meglio dei grassi trans, grassi che (nei paesi dove non sono regolamentati) sarebbero comunemente scelti come suoi sostituti in diverse produzioni alimentari; queste affermazioni sono sostenute da uno studio precedente su vari oli e salute cardiovascolare.
Tuttavia, uno studio del dipartimento di Scienza e Medicina agricola, alimentare e nutrizionale dell'Università dell'Alberta ha mostrato che sebbene l'acido palmitico non abbia effetti ipercolesterolemici qualora l'assunzione di acido linoleico sia superiore al 4,5 % dell'energia, se la dieta contiene acidi grassi trans allora il colesterolo "cattivo" (LDL) aumenta e quello "buono" (HDL) diminuisce; inoltre, gli studi a sostegno del Comitato di promozione dell'olio di palma malese sono limitati agli effetti dell'olio di palma sulla colesterolemia e in parte sui trigliceridi.
L'industria dell'olio di palma sottolinea che gli oli di palma contengano grandi quantità di acido oleico (è il secondo, col 38,7%, nell'olio di oliva l'acido oleico è il 55-83%), acido grasso protettivo, e, in contrapposizione a quanto noto in medicina e dietetica, sostiene che l'acido palmitico influisce sui livelli di colesterolo in modo molto simile all'acido oleico; afferma, inoltre, che gli acidi monoinsaturi come l'acido oleico sono tanto efficaci quanto gli acidi grassi polinsaturi (come l'acido alfa-linoleico) nel ridurre il livello di colesterolo "cattivo".
Nel 2013 Fattore e Fanelli dell'Istituto Mario Negri pubblicano una rassegna sulla letteratura scientifica inerente alle prove di correlazione tra olio di palma ed effetti negativi sulla salute, evidenziando come ci siano pochi studi che analizzino gli effetti negativi dell'olio in sé e che principalmente gli effetti negativi delineati dagli studi esistenti riguardino il relativamente alto livello di acidi grassi saturi presenti nell'olio, in particolare l'acido palmitico, che sono stati correlati all'aumento di problematiche coronariche e all'insorgenza di alcuni tumori; tuttavia, indicano come alcuni recenti studi sull'argomento riconsiderino il ruolo negativo degli acidi grassi saturi nella dieta come fattore di rischio cardiovascolare, individuando non solo il tipo di grasso, ma anche che la struttura dei trigliceridi giochi un ruolo fondamentale nella colesterolemia. Per quanto riguarda la possibile insorgenza di tumori a causa dell'assunzione di olio di palma, gli studi sono scarsi e non vi sono prove convincenti.
A settembre 2015 l'Istituto Superiore di Sanità conclude un suo parere tecnico scientifico sull'olio di palma affermando: "non ci sono evidenze dirette nella letteratura scientifica che l'olio di palma, come fonte di acidi grassi saturi, abbia un effetto diverso sul rischio cardiovascolare rispetto agli altri grassi con simile composizione percentuale di grassi saturi e mono/polinsaturi, quali, ad esempio, il burro" e aggiunge:  "Il suo consumo non è correlato all'aumento di fattori di rischio per malattie cardiovascolari nei soggetti normo-colesterolemici, normopeso, giovani e che assumano contemporaneamente le quantità adeguate di polinsaturi".
A maggio 2016 una nota dell'Autorità europea per la sicurezza alimentare riporta che gli oli vegetali raffinati ad alte temperature, come l'olio di palma, possono contenere tre sostanze tossiche. Questo rapporto rileva come le sostanze tossiche si formino nel processo di raffinazione ad alte temperature (200 °C) degli oli vegetali. Le sostanze in questione sono: estere glicidico degli acidi grassi (GE), 3-monocloropropandiolo (3-MCPD), 2-monocloropropandiolo (2-MCPD) e loro esteri degli acidi grassi. Ci sono evidenze sufficienti che il glicidolo, precursore del GE sia genotossico e cancerogeno. Il problema riguarderebbe anche altri oli vegetali e margarine (in gran parte derivate da olii di palma), ma l'olio di palma ne conterrebbe di più. La disamina del gruppo ha messo in luce che i livelli di GE negli oli e grassi di palma si sono dimezzati tra il 2010 e il 2015, grazie alle misure volontarie adottate dai produttori. Ciò ha contribuito a un calo importante dell'esposizione dei consumatori a dette sostanze. Per i consumatori di tre anni di età e oltre, margarine e 'dolci e torte' sono risultati essere le principali fonti di esposizione a queste sostanze.